# Walfrid Sandberg
Göthe Walfrid Sandberg, född 15 september 1836 i Ljungby församling, Kronobergs län, död 5 maj 1906 i Norrköpings Sankt Olai församling, Östergötlands län, var en svensk präst. Han var far till Ludvig Sandberg.

## Biografi
Walfrid Sandberg föddes 1836 i Ljungby socken. Han var son till fabrikören Nils Christian Sandberg i Ågård och Ingrid Mosslander. Sandberg studerade i Växjö och blev student vid Uppsala universitet höstterminen 1857. Där han avlade teoretisk teologiexamen 31 januari 1860, praktisk teologiexamen 30 maj 1860 och prästvigdes 18 juni 1860 i Stockholm för Växjö stift. Sandberg var extra ordinarie lärare vid högre allmänna läroverket i Jönköping 1866–1876, samt därjämte rektor vid elementarläroverket för flickor i samma stad 1868–1876. Han avlade 20 mars 1867 pastoralexamen och blev 2 december 1870 regementspastor vid Smålands grenadjärbataljon. Sandberg blev 24 januari 1876 kyrkoherde (extra sökande) i Adelövs församling, tillträdde samma år. Efter att ha erhållit infödingsrätt i Linköpings stift 10 december 1880, blev han 6 juni 1886 kyrkoherde i Säby församling 1886, tillträdde 1887. Sandberg blev 12 mars 1890 kyrkoherde i Norrköpings Sankt Olai 1890, tillträdde samma år och blev 2 mars 1904 kontraktsprost i Norrköpings kontrakt. Han avled 1906 i Norrköping.
Han var folkskoleinspektör 1882–1886 i Ydre, Lysings, Norra och Södra Vedbo, Tuna läns och Sevedes, samt Aspelands kontrakt. Sandberg var folkskoleinspektör 1887–1890 i Göstrings, Lysings, Ydre samt Norra och Södra Vedbo kontrakt. Han var inspektor 1895–1904 för högre allmänna läroverket i Norrköping.
Sandberg blev ledamot av Vasaorden 1891 och av Nordstjärneorden 1896.

### Familj
Sandberg gifte sig första gången 10 juni 1863 med Julia Matina Lindgren (1838–1894). De fick tillsammans barnen Hilma Ingeborg Mtilda Sandberg (1864–1888) som var gift med läroverksadjunkten Johan Albert Juhlin i Karlshamn, häradshövdingen Ludvig Sandberg i Norra och Södra Vedbo domsaga, Ida Walborg Julia Sanberg (född 1868) som var gift med köpmannen Sten Oscar von Schmalensée i Norrköping och Emma Lilly Isabella Sandberg (född 1876) som var gift med banktjänstemannen Knut Ragnar Kalén.
Sadberg gifte sig andra gången 22 februari 1896 med Clara Charlotta Erickson (född 1851), dotter till kronolänsmannen Johan Erik Ericksson i Östkinds härad och Helena Charlotta Nilsson. Clara Charlotta Erickson var änka efter brukspatronen Johan Victor Ehrenfrid Ekelund i Norrköping.

## Utmärkelser
- 1891 – Ledamot av Vasaorden.[3]
- 1896 – Ledamot av Nordstjärneorden.[3]